# François Daumas
François Daumas (Castelnau-le-Lez, 3 gennaio 1915 – Castelnau-le-Lez, 6 ottobre 1984) è stato un egittologo francese.
Lavorò nel sito archeologico egiziano di Dandarah e rese pubblici molti dei manoscritti presenti nel tempio di Hathor. Insegnò egittologia alle Università di Lione e di Montpellier, impegnandosi per le ricerche archeologiche nella regione della Nubia.